# Forte Campomolon

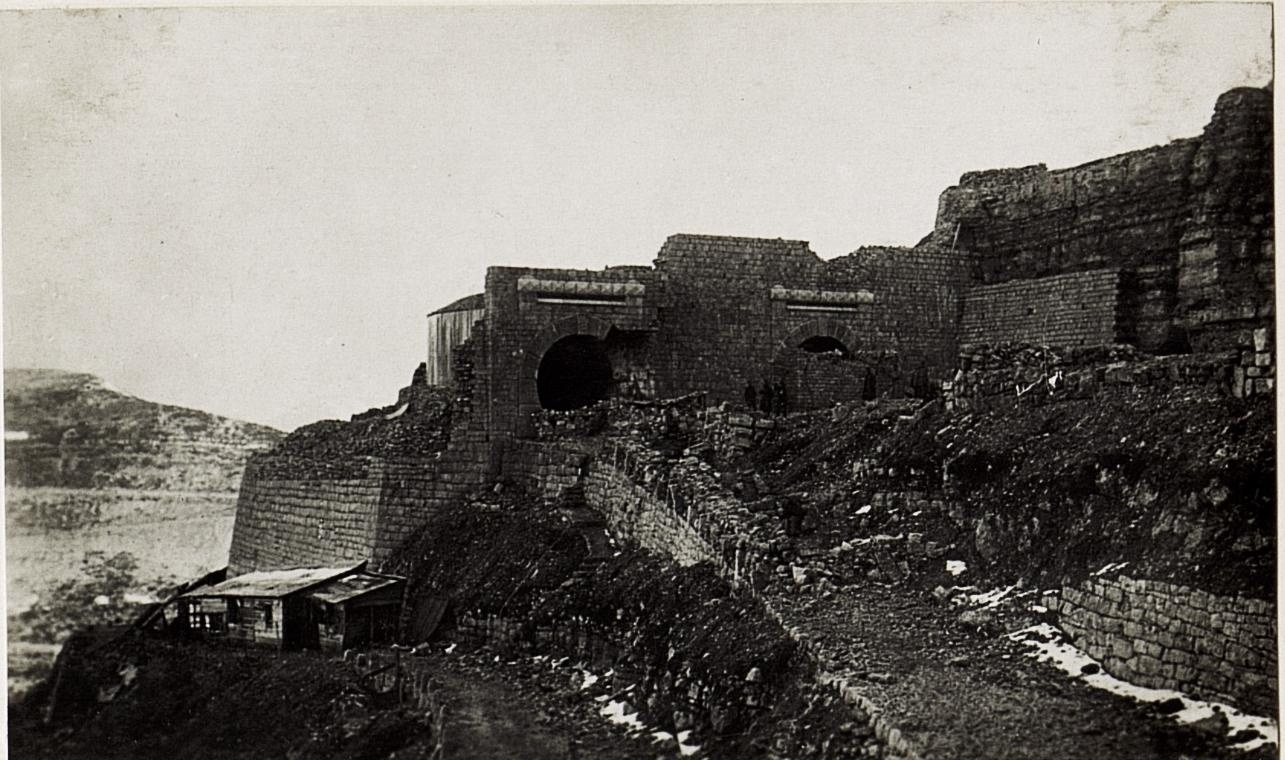
Forte Campomolon nach der Beschießung

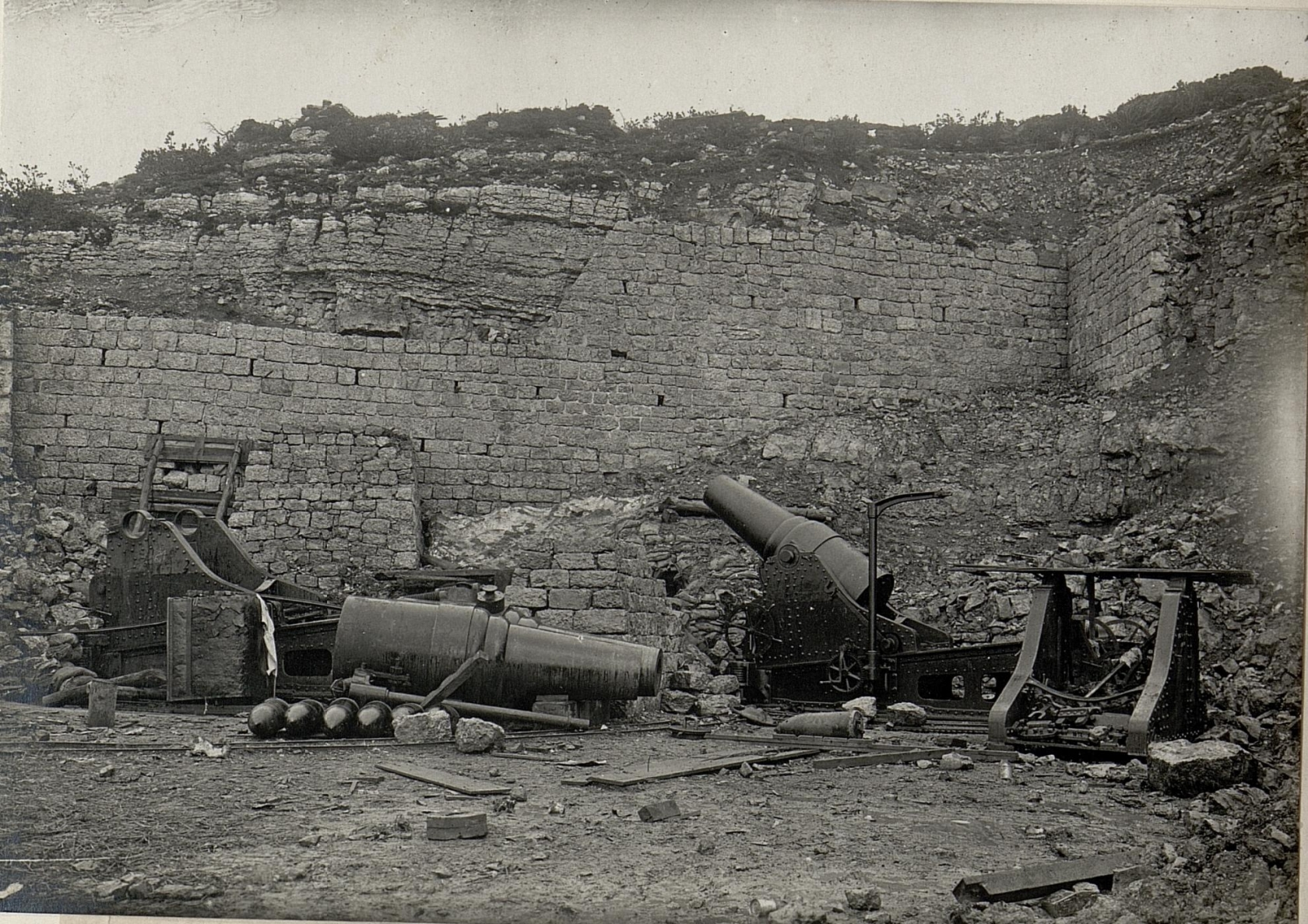
Drei der vier hier stationiert gewesenen italienischen 28-cm-Küstenhaubitzen

Das (unvollendete) Forte Campomolon war als Teil der italienischen Befestigungskette vor der Höhe der Sieben Gemeinden (Altopiano dei Sette Comuni) in der Provinz Vicenza vorgesehen.
Die Fragmente liegen auf dem Monte Campomolon (1853 m) etwa 6,5 Kilometer östlich der österreichisch-ungarischen Befestigungswerke Serrada und Sommo. Aufgabe wäre die Deckung des Valle Campiluzzi und des Passo Tonezza nach Süden gewesen. Der Batterieblock hatte die Form einer sogenannten Fléche mit zwei zurückgezogenen Flanken von je etwa 50 Metern Länge. In jeder Flanke waren zwei Geschützpanzertürme mit mittigem Abstand von 25 Metern vorgesehen. Der Bau wurde in unbewehrtem Beton (siehe auch: Forte Monte Verena) ausgeführt und mit einer Verblendung aus Kalksteinen versehen.
Im LEINGG (L’esercito italiano nella grande guerra) finden sich nahezu keine Informationen zu dem Werk, was wahrscheinlich damit zusammenhängt, dass es offiziell nicht in Betrieb genommen wurde. Fast alle Angaben beziehen sich daher auf die Beobachtungen des k.u.k. Evidenzbureaus und die Feldakten der beteiligten Truppenverbände.

## Bauphase
Am 1. Mai 1911 wurde der Bau der Anlage zunächst mit Erdbewegungsarbeiten begonnen (Bau einer Werksstraße, Planierung des Emplacements usw.). Am 1. Mai 1912 war die Armierungsstraße benutzbar, aber noch nicht endgültig fertiggestellt. Die Mannschaftsunterkünfte (ein etwa 70 Meter langes Gebäude, unterhalb des Gipfels an der Werksstraße gelegen) und die Geschützdepots waren vollendet; eine Zisterne befand sich noch im Bau. Im Oktober war mit dem Batterieblock noch nicht begonnen worden.
Am 1. Mai 1913 konstatierte die österreichisch-ungarische Feindaufklärung, dass die Einleitungsarbeiten beendet seien und auf Grund der bisher gemachten Beobachtungen eine Panzerbatterie mit vier oder sechs 149-mm-A-Turmgeschützen und mehreren gepanzerten Maschinengewehrständen angenommen werden müsse. Die Panzerkuppeln seien vermutlich dreiteilig und 180 Millimeter stark.
Im Februar begannen die Arbeiten am Batterieblock in vollem Umfang; es ließ sich bereits erkennen, dass die Hauptschussrichtung nach Norden ausgelegt war. Der Batterieblock war nur einstöckig ausgeführt; mit dem Bau des Fortgrabens gegen Infanterieangriffe war noch nicht begonnen worden. Fertiggestellt wurde letztendlich nur der links an den Batterieblock anschließende Eingangsbereich mit den Bereitschaftsräumen. Alles andere befand sich noch in verschiedenen Baustadien.
Während der sogenannten Neutralitätsphase vom August 1914 bis zum Mai 1915 (Italien weigerte sich zunächst, seinen Bündnispflichten nachzukommen und erklärte sich für neutral) wurde auf dem Werk nicht mehr gearbeitet; stattdessen wurde auf der Höhenlinie La Croce di Torao (1676 m) über den Monte Campomolon zur Soglio Melignone (1573 m) eine durchlaufende Grabenstellung angelegt. Hierbei wurden bis zu 600 Arbeiter eingesetzt.

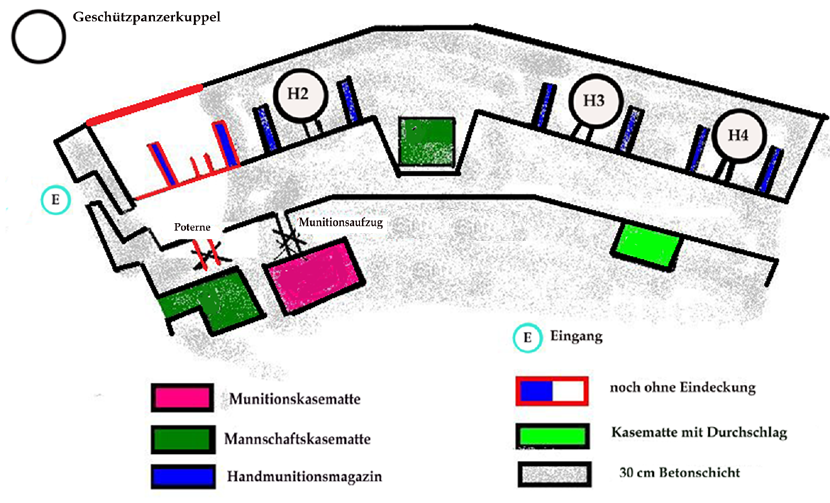
Grundriss des Batterieblocks

## Kampfgeschehen
Nach der Kriegserklärung Italiens an Österreich-Ungarn am 23. Mai 1915 begannen auch hier die Kampfhandlungen. Am 29. Mai 1915 eröffnete die schwere Feldhaubitzbatterie 102 des Deutschen Alpenkorps das Feuer auf Campomolon. Im Juni und Juli 1915 beschoss ein 30,5-cm-Mörser das Fort. Es ist belegt, dass im Bereich des Werkes vier alte 28-cm-Haubitzen M79 C aufgestellt waren. Ein Schuss des 30,5-cm-Mörsers auf der Forcella Molon traf ein detachiertes (ausgelagertes) Munitionsdepot, das mit ungeheurer Wucht explodierte. Weitere Schüsse wurden auf die Anlage abgegeben, doch nur ein Schuss traf die Kasematte Nr. 13 des nur in Teilen fertiggestellten Batterieblocks. Die 28-cm-Haubitzen feuerten jedoch nicht mehr.
Im Zuge der österreichisch-ungarischen Maioffensive 1916 erging am Abend des 18. Mai der Angriffsbefehl für den nächsten Tag. Da die Bewertung der Kampfkraft von Campomolon von der österreichisch-ungarischen Feindaufklärung als sehr gering eingestuft wurde, beschloss man, das Fort ohne weitere Vorbereitung anzugreifen. Am Morgen des 19. Mai wurde es nahezu kampflos eingenommen. Insbesondere im Bereich der Kasernenanlage nahmen die zurückweichenden Italiener noch einige kleinere Sprengungen vor. Eventuell zerstörte der damit beauftragte Sottotenente (Leutnant) Paolo Ferrario noch eine 149-mm-Kanonenbatterie am unteren Hang, wobei er tödlich verwundet wurde. Der Eingangsblock und die unfertige Panzerbatterie waren von Sprengungen nicht betroffen.
Die für das Werk vorgesehenen Panzerkuppeln waren in Deutschland bestellt, aber auf Grund der veränderten politischen Lage nicht geliefert worden. Da der Bau des Werkes Monte Rione gestrichen worden war, sollten die bereits vorhandenen Kuppeln in Campomolon eingebaut werden. Am 20. Juni 1916 meldete die 3. Infanterie-Truppendivision mit Op. Nr. 164/17, dass die bei Cornolo liegenden Panzerkuppeln zusammen mit zwei 28-cm-Lafetten gesprengt worden seien.
Der heutige ruinenartige Zustand der Anlage ist nicht auf Kampfeinwirkungen während des Ersten Weltkrieges zurückzuführen. Eine Erklärung dafür gibt es nicht.